# Pteroglossa lurida
Pteroglossa lurida är en orkidéart som först beskrevs av Maevia Noemi Correa, och fick sitt nu gällande namn av Leslie Andrew Garay. Pteroglossa lurida ingår i släktet Pteroglossa och familjen orkidéer. Inga underarter finns listade i Catalogue of Life.